# وبائيات الانتحار
هناك أكثر من 700،000 حالة وفاة انتحارية تقريرية كل عام. الإنتحار يؤثر على كل عدد من السكان، ومع ذلك هناك بعض السكان الذين يتأثرون أكثر من الآخرين. على سبيل المثال، بين الأطفال الذين تتراوح أعمارهم بين 15 و29 عاماً، يظهر الانتحار بشكل أكثر بروزاً، وهو السبب الرابع الرئيسي الموت في هذه الفئة العمرية.
الانتحار قضية عالمية تؤثر بشكل غير متناسب على البلدان المتقدمة، حيث تبلغ نسبة الانتحار فيها 23% من إجمالي معدل الانتحار على الرغم من أنها لا تشكل سوى 17% من سكان العالم.
هناك العديد من العوامل المتنافسة التي تلعب دورًا في تحديد علم الأوبئة الخاص بالانتحار مثل الجنس البيولوجي والعرق والتوجه الجنسي والدين والمحددات الاجتماعية للصحة والاتجاهات الموسمية.

## ملخص
تتزايد معدلات الانتحار بشكل نشط في جميع أنحاء العالم. إنها فكرة مثالية شائعة بشكل متزايد، حيث يفكر شخص ما في الانتحار كل 40 ثانية. ارتفعت معدلات الانتحار بنسبة 36% تقريبًا في الفترة من عام 2000 إلى عام 2021.

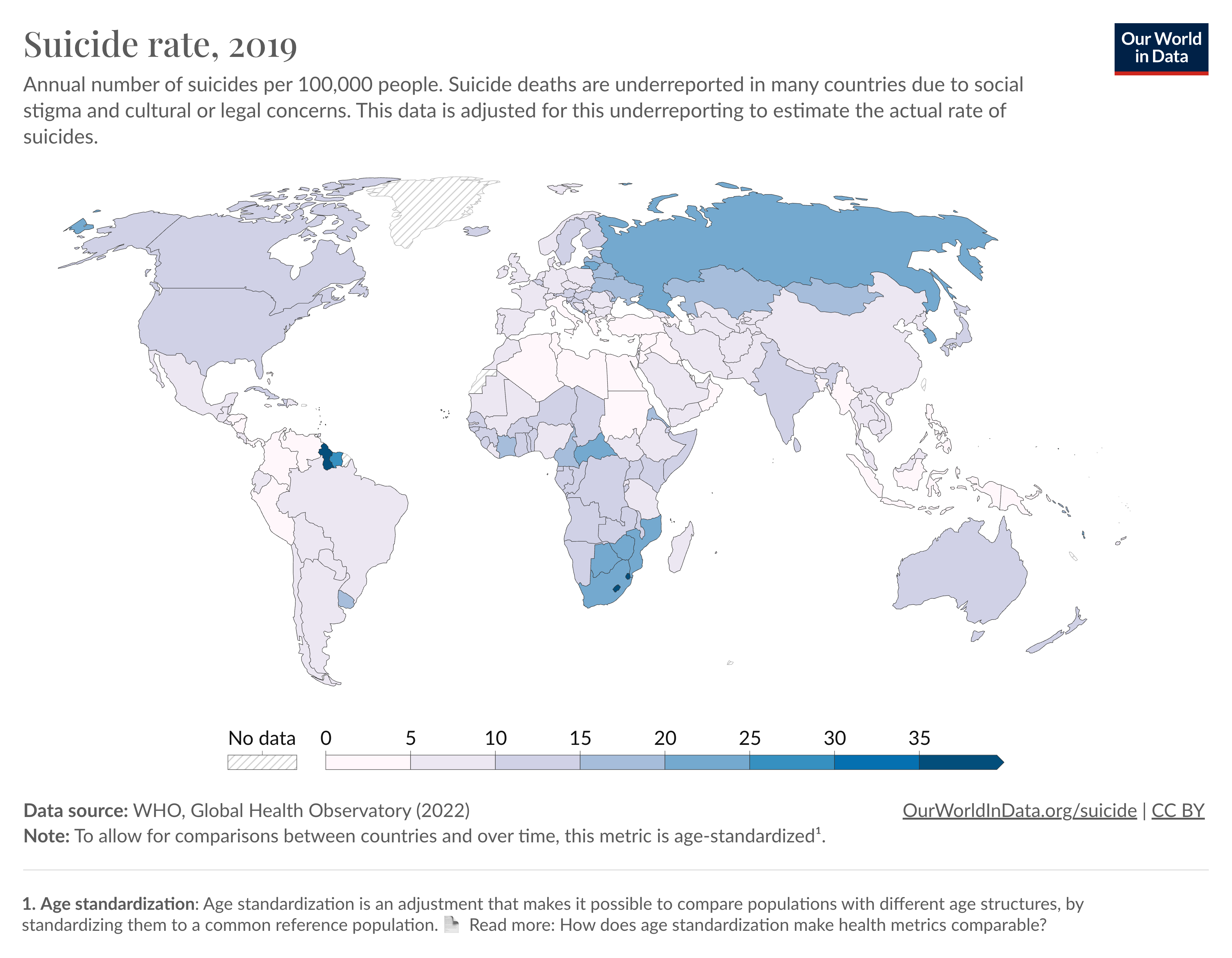
العدد السنوي لحالات الانتحار لكل 100 ألف شخص في عام 2019

ويمكن أن يعزى سبب هذا الخطر المتزايد للانتحار إلى عوامل متعددة. على الرغم من عدم وجود سبب محدد واحد للانتحار، إلا أن هناك ثلاثة موضوعات شاملة عندما يتعلق الأمر بالسببية: العوامل الصحية والبيئية والتاريخية.
يمكن أن تكون الأسباب الصحية مرتبطة بتشخيص الصحة العقلية مثل الاكتئاب أو الفصام أو اضطرابات القلق أو إصابات الدماغ الرضحية. حوالي 46% من حالات الانتحار شخصت سابقًا باضطراب في الصحة العقلية. وهذا تقدير متقلب بسبب حقيقة أن الصحة العقلية غالبًا ما يتم تجاهلها وعدم الإبلاغ عنها.
يمكن أن تكون الأسباب البيئية هي الوصول إلى الأسلحة أو المخدرات، أو الضغوط في مرحلة الطفولة أو التعرض لانتهاكات أخرى. التنمر هو عامل محفز شائع لأنه يزيد من العزلة الاجتماعية والحرمان الذاتي في نفس الحالات المطولة". وفقًا للدراسات التي أجرتها جامعة ييل، فإن ضحايا التنمر هم أكثر عرضة للتفكير في الانتحار بنسبة تتراوح بين 2 إلى 9 مرات من غير الضحايا".
وتلعب العوامل التاريخية أيضًا دورًا. إن التعرض للانتحار في سنوات النمو قد يعرض الفرد لخطر متزايد للوفاة. وقد أجريت العديد من الدراسات  لاستنتاج أن عدوى الانتحار تشكل مشكلة خطيرة، وخاصة بين الشباب. يمكن تسهيل الانتحار لدى المراهقين المعرضين للخطر من خلال التعرض لقصص حقيقية أو خيالية عن الانتحار، بما في ذلك التغطية الإعلامية للانتحار، مثل التغطية المكثفة لانتحار أحد المشاهير أو المعبودين.

### الجغرافيا-البلد

نسبة الوفيات بسبب الانتحار، 2017.

اعتبارًا من عام 2019، كان أعلى عدد سنوي من حالات الانتحار لكل 100000 شخص في ليسوتو، بمعدل 87.5 حالة وفاة لكل 100000 شخص. الدولة الثانية هي غيانا بمعدل 40.9 حالة وفاة لكل 100000 شخص، والثالثة هي إسواتيني بمعدل 40.5 حالة وفاة لكل 100000 شخص.
تتحمل البلدان ذات الدخل المنخفض عبء الأشخاص الذين يحاولون الانتحار بسبب حالتها الفقيرة  وهو ما يفسر البلدان الثلاثة الأولى في قائمة معدلات الانتحار.
وفي أجزاء أخرى من العالم، لا تعتبر معدلات الانتحار بهذا القدر من الشدة، ولكن قضية الانتحار لا تزال واضحة للغاية.
يحدث حوالي 21.6 حالة وفاة انتحار لكل 100000 شخص في روسيا كل عام؛  وفي جنوب أفريقيا، يبلغ المتوسط حوالي 21 حالة وفاة لكل 100000 شخص. وتسجل الولايات المتحدة نحو 14.5 حالة وفاة سنويا لكل 100 ألف شخص، ومع ذلك فإن هذا المعدل يتزايد باطراد. في العقد الأول من القرن الحادي والعشرين، كان هذا المعدل 10 أشخاص سنويًا. ويوجد تنوع داخل البلدان أيضاً. اعتبارًا من عام 2021، أصبحت وايومنغ الولاية الرائدة في حالات الانتحار السنوية بمعدل 32.3 حالة وفاة لكل 100000 شخص. من ناحية أخرى، تتمتع ولاية نيوجيرسي بأقل معدل انتحار حيث يبلغ 7.1 حالة وفاة لكل 100000 شخص.
وتظهر المناطق الريفية والحضرية اختلافات أيضًا".معدل الانتحار أعلى بنحو الضعف في المناطق الريفية في الولايات المتحدة مقارنة بالمناطق الحضرية (18.9 لكل 100000 شخص في المناطق الريفية مقابل 13.2 لكل 100000 شخص في المناطق الحضرية)". وقد يكون هذا بسبب عدد من العوامل مثل العزلة الجسدية، والوصول المحدود إلى خدمات الصحة العقلية، وزيادة الوصول إلى الوسائل القاتلة أو الوصمة المتعلقة بالصحة العقلية.

## الجنس
في الولايات المتحدة، يكون الذكور أكثر عرضة للوفاة بالانتحار بأربع مرات من الإناث، على الرغم من أن عدد النساء اللواتي يبلغن عن محاولات الانتحار وإيذاء النفس بنية انتحارية أكبر من عدد الرجال. إن معدلات الانتحار بين الذكور أعلى بكثير من معدلات الانتحار بين الإناث في جميع الفئات العمرية (تتراوح النسبة من 3:1 إلى 10:1). وفي البلدان الغربية الأخرى، يكون الذكور أكثر عرضة للوفاة بالانتحار من الإناث (عادة بعامل 3-4:1). كان السبب الثامن للوفاة بين الذكور، والتاسع عشر للوفاة بين الإناث.

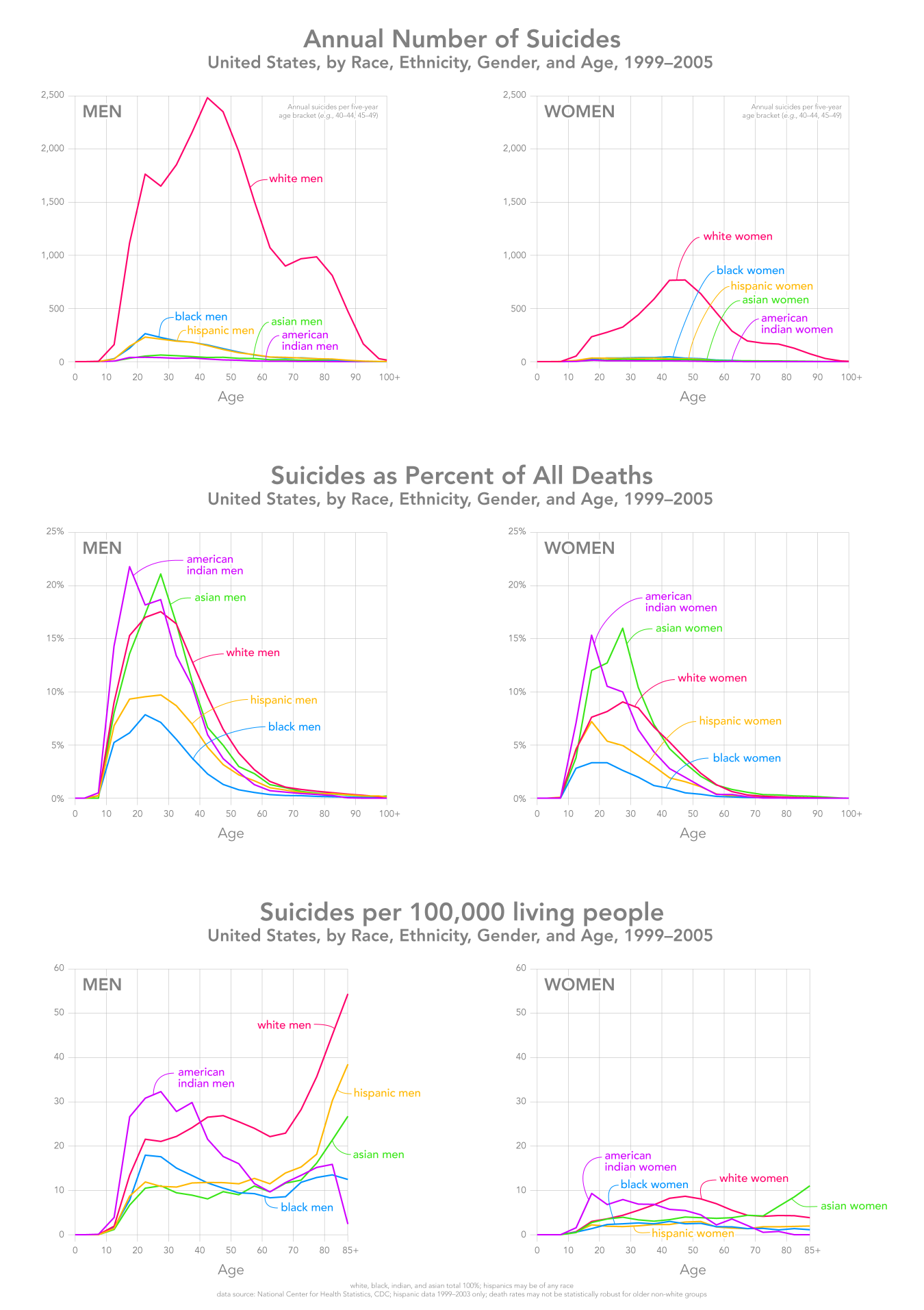
حالات الانتحار في الولايات المتحدة حسب العمر والجنس والمجموعة العرقية أو الإثنية، 1999-2005. بيانات من مراكز السيطرة على الأمراض والوقاية منها. المجموعات العرقية والإثنية التي حددها مكتب الإدارة والميزانية في الولايات المتحدة.

إن معدل الوفيات بين الذكور بسبب الانتحار أقل عموماً في الدول غير الغربية. في ثماني دول، بما في ذلك الصين التي تضم حوالي خمس سكان العالم، فإن معدل الوفيات بين الذكور بسبب الانتحار أقل من معدل الوفيات بين الإناث، حيث تكون الإناث أكثر عرضة للوفاة بسبب الانتحار بعامل يتراوح بين 1.3 و1.6.

## عمر
يقع ما يقرب من نصف حالات الانتحار في الولايات المتحدة في الفئة العمرية ما بين 35 إلى 64 عامًا. يتعرض البالغون الذين تبلغ أعمارهم 75 عامًا أو أكثر لخطر متزايد من معدلات الانتحار (20.3 لكل 100000). ومع أن الانتحار قد يكون نسبة أقل من جميع حالات الانتحار في جميع أنحاء الولايات المتحدة، إلا أنه في الفئة الفرعية من الفئة العمرية 10 إلى 24 عاماً يعد السبب الثاني الرئيسي للوفاة.

## العرق والتوجه الجنسي

### العرق
تظهر الأبحاث في جميع أنحاء الولايات المتحدة أنه في جميع الفئات العمرية، فإن سكان ألاسكا الأصليين غير اللاتينيين والأمريكيين الأصليين هم الأكثر عرضة لخطر الانتحار. في الأعوام 2018-2021، ارتفعت معدلات الانتحار بشكل كبير داخل هذه الفئات السكانية.
في عام 2003 في الولايات المتحدة، كان البيض والآسيويون أكثر عرضة للانتحار بنحو 2.5 مرة من السود أو المكسيكيين. وفي الجزء الشرقي من العالم (وخاصة في بلدان آسيا وجزر المحيط الهادئ)، تتزايد أعداد حالات الانتحار المبلغ عنها كل عام.

### التوجه الجنسي
تزداد احتمالية محاولات الانتحار لدى كل من الذكور المثليين والمثليات، وكذلك ثنائيي الجنس من كلا الجنسين عند مقارنتهم بنظرائهم من المغايرين جنسياً. إن الاتجاه نحو ارتفاع معدل الحوادث بين الإناث ليس استثناءً مع الإناث المثليات أو مزدوجات الميل الجنسي، وعند مقارنتهن بالذكور المثليين، فإن المثليات أكثر عرضة لمحاولة الانتحار من الذكور المثليين أو مزدوجي الميل الجنسي.
تختلف الأدلة بين الدراسات بشأن مدى زيادة خطر الانتحار في مجتمع المثليين مقارنة بالمثليين جنسياً. أشارت أقل الزيادات المبلغ عنها إلى أن احتمالية الانتحار أعلى بمقدار 0.8-1.1 مرة بين الإناث المثليات و1.5-2.5 مرة بين الذكور المثليين. تصل أعلى الزيادات إلى 4.6 أكثر احتمالية لدى الإناث و14.6 أكثر احتمالية لدى الذكور الذين لا يحددون هويتهم الجنسية كمغايرين جنسياً.
يلعب العرق والعمر أيضًا عاملًا في زيادة المخاطر. وتوجد أعلى النسب لدى الذكور لدى القوقازيين في شبابهم. وبحلول سن الخامسة والعشرين، ينخفض خطر الإصابة لديهم إلى أقل من النصف مما كان عليه في السابق، ومع ذلك، فإن خطر الإصابة لدى الذكور السود المثليين يزداد باطراد إلى 8.6 مرات أكثر احتمالا في نفس الفئة العمرية. تبلغ المخاطر طوال الحياة 5.7 مرة أكثر بالنسبة للذكور البيض و12.8 مرة أكثر بالنسبة للذكور السود المثليين جنسياً ومزدوجي الميل الجنسي.
لدى الإناث المثليات ومزدوجات الجنس، يكون للعمر تأثير معاكس مع وجود عدد أقل من المحاولات في مرحلة الشباب مقارنة بالإناث المغايرات جنسياً. طوال حياتهن، تزيد احتمالية محاولة الانتحار بين الإناث من مجتمع LGBTQ+ إلى ثلاثة أمثال النسبة بين الشباب بين الإناث القوقازيات، ومع ذلك، بالنسبة للإناث السود، فإن المعدل أقل أهمية (أقل من 0.1 إلى 0.3 فرق) مع تعرض الإناث السود من المغايرين جنسياً لخطر أعلى قليلاً في معظم فترة الدراسة القائمة على العمر.
يتعرض الشباب المثليون والمثليات الذين يحاولون الانتحار بشكل غير متناسب لمواقف معادية للمثليين، ولديهم مهارات أضعف للتعامل مع التمييز والعزلة والشعور بالوحدة. وكانوا أيضًا أكثر عرضة لتجربة الرفض العائلي من أولئك الذين لم يحاولوا الانتحار وجدت دراسة أخرى أن الشباب المثليين ومزدوجي الميل الجنسي الذين حاولوا الانتحار كان لديهم مظهر جنسي أكثر أنوثة، وتبنوا هوية LGBTQ+ في سن مبكرة، وكانوا أكثر عرضة من أقرانهم للإبلاغ عن الاعتداء الجنسي وتعاطي المخدرات والاعتقالات بسبب سوء السلوك.
هناك أدلة تشير إلى أن السلوك الجنسي بين نفس الجنس، ولكن ليس الانجذاب المثلي أو الهوية المثلية، كان له تأثير كبير على التنبؤ بالانتحار بين المراهقين النرويجيين. في الدنمارك، كان خطر الوفاة بسبب الانتحار المعدل حسب العمر للرجال في الشراكات المنزلية المسجلة أكبر بنحو ثماني مرات من خطر الوفاة بسبب الانتحار بين الرجال الذين لديهم تاريخ إيجابي من الزواج بين الجنسين، وأعلى بنحو مرتين بين الرجال الذين لم يتزوجوا قط.
تضمنت دراسة كبيرة حول الانتحار في السويد تحليل سجلات البيانات لـ 6456 من الأزواج من نفس الجنس و1181723 زواجًا بين رجل وامرأة. وأظهرت الدراسة أنه حتى مع موقف السويد المتسامح تجاه المثلية الجنسية، فقد حدد أن خطر الانتحار بين الرجال المتزوجين من نفس الجنس كان أعلى بنحو ثلاثة أضعاف من خطر الانتحار بين الرجال المتزوجين من جنسين مختلفين، حتى بعد تعديل حالة الإصابة بفيروس نقص المناعة البشرية. بالنسبة للنساء، تبين أن هناك خطر انتحار مرتفع بشكل مؤقت لدى النساء المتزوجات من نفس الجنس مقارنة بالنساء المتزوجات من جنس مختلف.

## دِين
كل الأديان الرئيسية في العالم تعارض الانتحار. ومع ذلك، فإن صرامة هذا الاعتقاد تعتمد على الفرد. قد تختلف التعاليم داخل الأديان وقد يفسر الأفراد المختلفون هذه التعاليم بشكل مختلف.
تختلف معدلات الانتحار بين الديانات المختلفة. من بين الديانات الرئيسية في الولايات المتحدة، البروتستانت لديهم أعلى معدل انتحار. وكان المعدل الأعلى التالي بين الروم الكاثوليك، يليهم اليهود والمسلمون.
في معظم الحالات، ارتبط التدين بانخفاض خطر الانتحار. بشكل جماعي، فإن الأفراد الذين يقيمون في البلدان الدينية والمتكاملين في مجتمعهم الديني أقل تقبلاً للانتحار مقارنة بالدول العلمانية، فإن معدلات الانتحار أقل في البلدان ذات الدين الرسمي. أشارت دراسة عالمية حول الإلحاد إلى أن البلدان ذات المستويات الأعلى من الإلحاد لديها أعلى معدلات الانتحار مقارنة بالدول ذات "مستويات غير ذات دلالة إحصائية من الإلحاد العضوي". سجلت جمهورية الصين الشعبية، وهي دولة ملحدة، أعلى معدل انتحار (25.6 لكل 100000 شخص).
ومع ذلك، تعرضت الدراسات لانتقادات بسبب تبسيطها المفرط للعلاقة بين الدين وخطر الانتحار، حيث يمكن أن يختلف هذا الارتباط حسب الثقافة. قد يؤثر الدين سلبًا على الصحة العقلية إذا كان هناك خلاف بين معتقدات الفرد وإيمانه. في بعض الحالات، قد يكون الدين مرتبطًا بارتفاع خطر الانتحار إذا أدى إلى شعور الشخص بالذنب أو العزلة أو التخلي عنه من قبل المجتمع. بالإضافة إلى ذلك، هناك أدلة تشير إلى أنه في حين أن الانتماء الديني يحمي من محاولات الانتحار، إلا أنه لا يوقف الأفكار الانتحارية.

## العوامل الاجتماعية والسياسية والاقتصادية

سجلت الولايات المتحدة أكبر عدد من حالات الانتحار المرتبطة بالأسلحة النارية في العالم سنويًا منذ عام 1990 وحتى عام 2019 على الأقل. مع وجود 4% من سكان العالم، سجلت الولايات المتحدة 44% من حالات الانتحار بالسلاح في العالم في عام 2019، وأعلى معدل للفرد.

تؤدي المستويات الأعلى من التماسك الاجتماعي والوطني إلى خفض معدلات الانتحار. تصل معدلات الانتحار إلى أعلى مستوياتها بين المتقاعدين، والعاطلين عن العمل، والفقراء، والمطلقين، والذين ليس لديهم أطفال، والأزواج الذين ليس لديهم أبناء، وغيرهم من الأشخاص الذين يعيشون بمفردهم. وترتفع معدلات الانتحار أيضًا خلال أوقات عدم اليقين الاقتصادي.(على الرغم من أن الفقر ليس سببًا مباشرًا، إلا أنه قد يساهم في خطر الانتحار).
وتظهر الدراسات الوبائية عمومًا وجود علاقة بين الانتحار أو السلوكيات الانتحارية والحرمان الاجتماعي والاقتصادي. تشمل العيوب التحصيل التعليمي المحدود، والتشرد، والبطالة، والاعتماد الاقتصادي، والاتصال بالشرطة أو نظام العدالة. وقد ثبت أن الأفراد الذين يعانون من البطالة، كلما طالت فترة بطالتهم، زاد خطر الانتحار لديهم. بالإضافة إلى ذلك، كان معدل انتشار الأفكار الانتحارية مدى الحياة في مجتمع المشردين 41.60% بينما كان معدل انتشار محاولة الانتحار مدى الحياة 28.88%.
وجدت دراسة أجراها مكتب الإحصاء الوطني في المملكة المتحدة عام 2015، بتكليف من الصحة العامة في إنجلترا، والتي نظرت في 18998 حالة وفاة لأشخاص تتراوح أعمارهم بين 20 و64 عامًا، أن قطاعات العمل التي تشهد أعلى معدل انتحار للرجال كانت البناء، وبالنسبة للنساء الثقافة والإعلام والرياضة والرعاية الصحية وتدريس المدارس الابتدائية.
تشير الأرقام الرسمية في إنجلترا إلى أن الرجال العاملين في قطاع البناء والنساء العاملات في الثقافة والإعلام والرياضة والرعاية الصحية والتدريس في المدارس الابتدائية هم الأكثر عرضة لخطر الانتحار.
يمكن لبعض البنيات السياسية أن تعمل كعوامل وقائية ضد الانتحار. العامل الأكثر وضوحا هو زيادة الحد الأدنى للأجور والذي يسبق التضخم. وتشمل العوامل الأخرى نفقات الرعاية الاجتماعية والقوانين التي تقيد الوصول إلى الأسلحة النارية والكحول.

## صحة

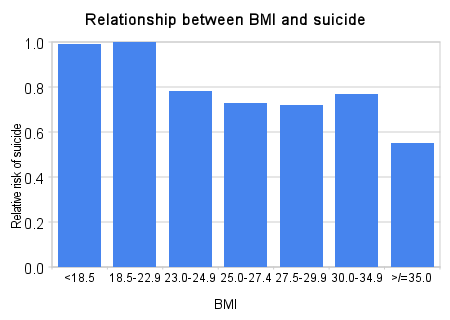
ينخفض خطر الانتحار مع زيادة مؤشر كتلة الجسم في الولايات المتحدة.

### مرض عقلي
على المستوى الاجتماعي، ترتبط الاضطرابات العقلية ارتباطًا وثيقًا بخطر الانتحار والوفيات. إحصائيًا، هناك بيانات تدعم هذا. في البلدان ذات الدخل المرتفع، يمكن أن تُعزى 80% من حالات الانتحار إلى الاضطرابات العقلية أو تعاطي المخدرات. وفي البلدان ذات الدخل المنخفض، تكون النسبة أقل قليلا عند 70%. تشمل الأمراض العقلية المرتبطة بخطر الانتحار اضطراب الاكتئاب الشديد (MDD)، واضطرابات القلق، والاضطراب ثنائي القطب، والاكتئاب المزمن، والفصام.

### الحالات الصحية الجسدية
بالإضافة إلى الاضطرابات العقلية، فإن المشاكل الصحية الجسدية لها تأثير على خطر الانتحار. بعد ضبط عوامل السن والجنس والصحة العقلية وتشخيص تعاطي المخدرات، ربطت تسع حالات بشكل إيجابي بخطر الانتحار. وزعمت الدراسة أن هذا الارتباط يرتبط بالحالات التالية: آلام الظهر، وإصابات الدماغ، والسرطان، وقصور القلب الاحتقاني، ومرض الانسداد الرئوي المزمن، والصرع، وفيروس نقص المناعة البشرية/الإيدز، والصداع النصفي، واضطرابات النوم. إن خطر الانتحار لدى الأشخاص الذين يعانون من إصابات دماغية رضية أعلى بحوالي تسعة أضعاف من المعدل الطبيعي، مما يجعله الحالة الأكثر خطورة. وقد ثبت أيضًا أن الإصابة بأمراض مشتركة تزيد بشكل كبير من خطر الانتحار.

### مؤشر كتلة الجسم
قد ينخفض خطر الانتحار مع زيادة الوزن وينخفض لدى الأشخاص المصابين بالسمنة. لم يتم فهم العلاقة جيدًا، ولكن من المفترض أن زيادة وزن الجسم تؤدي إلى ارتفاع مستويات التربتوفان والسيروتونين واللبتين المتداولة، مما يقلل بدوره من الاندفاع.
ومع ذلك، تشير دراسات أخرى إلى أن معدلات الانتحار تزداد مع السمنة المفرطة، ومن الصعب التحكم في العوامل المتداخلة مثل الاختلافات المرتبطة بمؤشر كتلة الجسم في طول العمر، والتي لها تأثير كبير على معدلات الانتحار.

## موسم
إن فكرة أن الانتحار أكثر شيوعًا خلال العطلات الشتوية (بما في ذلك عيد الميلاد في نصف الكرة الشمالي ) هي مجرد خرافة، ويتم تعزيزها عمومًا من خلال التغطية الإعلامية التي تربط الانتحار بموسم العطلات. وجد المركز الوطني لإحصاءات الصحة أن حالات الانتحار تنخفض خلال أشهر الشتاء، وتصل إلى ذروتها خلال الربيع وأوائل الصيف. نظرًا لوجود علاقة بين موسم الشتاء ومعدلات الاكتئاب،  فهناك نظريات تشير إلى أن هذا قد يكون بسبب القدرة على الموت منتحرًا والبهجة النسبية.
وقد ارتبط الانتحار أيضًا بعوامل موسمية أخرى.
وقد أظهرت الحساسية الموسمية تأثيرات محتملة على معدلات الانتحار. استنادًا إلى رد الفعل الذي تسببه المواد المسببة للحساسية، أظهرت النماذج الحيوانية زيادة في السلوك الشبيه بالقلق، وانخفاض التفاعل الاجتماعي، والسلوك العدواني والتي يمكن اعتبارها أنماطًا نهائية للسلوك الانتحاري.
يوجد تباين كبير في خطر الانتحار حسب يوم الأسبوع، وهو تباين أكبر من أي تباين موسمي.

## الاتجاهات
يمكن أن ترتبط اتجاهات زمنية معينة بنوع الوفاة. على سبيل المثال، في المملكة المتحدة، قد يكون الارتفاع المطرد في حالات الانتحار من عام 1945 إلى عام 1963 راجعًا إلى إزالة أول أكسيد الكربون من إمدادات الغاز المنزلية، وهو ما حدث مع التحول من غاز الفحم إلى الغاز الطبيعي خلال ستينيات القرن العشرين.
تختلف الأساليب عبر الثقافات، ويلعب التوفر السهل للعوامل والمواد القاتلة دورًا.
بسبب الوصمة الاجتماعية والتصنيف الخاطئ لسبب الوفاة، فإن معدلات الانتحار المبلغ عنها لا تكون دقيقة أبدًا. وتشير التقديرات إلى أن عدد حالات الانتحار في العالم في عام 2000 بلغ 791,855 حالة. اعتبارًا من عام 2019، كان هناك 703,220 حالة انتحار إبلغ عنها. وهذا فرق نسبي قدره 11%. يُظهر هذا الاتجاه انخفاضًا في حالات الانتحار، ومع ذلك، هناك أدلة متناقضة تُظهر زيادة عامة في حالات الانتحار. ويتطلب هذا التناقض مزيدا من البحث والمقارنة.
هناك احتمال أن يكون لدى فرد واحد محاولات انتحار متعددة، ومع ذلك، لا يمكن أن يكون لديه سوى محاولة انتحار واحدة. تصل محاولات الانتحار إلى ما يصل إلى 20 مرة أكثر من حالات الانتحار.
إن ارتفاع درجة الحرارة الأساسية في الولايات المتحدة بسبب الاحتباس الحراري العالمي من شأنه أن يؤدي إلى زيادة حالات الانتحار. مع زيادة تتراوح بين 1 إلى 6 درجات مئوية فوق خط الأساس، من المتوقع أن تزيد حالات الانتحار المنسوبة إلى تغير المناخ في الولايات المتحدة من 283 إلى 1660 حالة.
تظهر البيانات التاريخية انخفاض معدلات الانتحار خلال فترات الحرب. ومع ذلك، فقد تم التشكيك في هذا في الدراسات الحديثة، والتي أظهرت صورة أكثر تعقيدًا مما كان متصورًا في السابق. إن فهم هذه العلاقة المعقدة بشكل كامل يتطلب إجراء المزيد من الأبحاث.